# Мост на Колю Фичето (Севлиево)
Мостът на Колю Фичето в Севлиево, известен също като Лъвов мост, е построен през 1858 г.
Той е сред символите, включени в герба на Севлиево.

## Местоположение
Мостът се намира в източната част на града и се намира на път III-404 гр. Севлиево – с. Богатово. След няколко реконструкции и преустройства, югозападната част от моста е оригиналната построена от Майстора.

## История
По време на Кримската война (1853 – 1856 г.) се засилило движението на войска, пътници и стока.